# Clinogonalia signifera
Clinogonalia signifera är en insektsart som beskrevs av Walker 1857. Clinogonalia signifera ingår i släktet Clinogonalia och familjen dvärgstritar. Inga underarter finns listade i Catalogue of Life.